# Il porto proibito
Il porto proibito è un romanzo a fumetti italiano scritto da Teresa Radice e disegnato da Stefano Turconi, pubblicato per la prima volta nel 2015. Ha vinto lo stesso anno il Gran Guinigi per il Miglior Graphic Novel e nel 2016 il Premio Attilio Micheluzzi per il Miglior Fumetto.

## Trama
La vicenda inizia nel 1807. Abel, un giovane naufrago senza memoria, viene salvato su un'isola del Pacifico da una nave della marina britannica. Tornato in Inghilterra, a Plymouth, va a vivere in una locanda gestita dalle tre figlie di un ammiraglio scomparso e accusato di tradimento; inoltre stringe amicizia con una prostituta. Il suo obiettivo però è solo uno: cercare di recuperare i ricordi perduti, e per farlo si imbarcherà nuovamente per un lungo viaggio verso il Siam.

## Edizioni
- Teresa Radice, Stefano Turconi, Il porto proibito, I° edizione, Bao, 2015,  pp. 306, ISBN 978-88-6543-299-0.